# Plesiatropha klaineana
Plesiatropha klaineana là một loài thực vật có hoa trong họ Đại kích. Loài này được Pierre miêu tả khoa học đầu tiên năm 1900.